# Фридрих Август Абел
Фридрих Август Абел (Лондон, 17. јул 1827 — Лондон, 6. септембар 1902) био је енглески хемичар. Посветио се изучавању експлозива и пронашао врсту гранате која је носила његово име. Написао разна дела међу којима и: Горећи памук, Модерна историја топовског барута, Опити на експлозивима, Електрицитет у употреби експлозива, итд.
Увео је израду специјалних нитроцелулозних машина, које су се звале „Holländers“ (холандске), а имале су за сврху, да у свету разбију бојазан од употребе отрова. 1889 г. пронашао је бездимни барут, направљен у виду виолинске жице (конца).

## Извор
- Овај чланак, или један његов део, изворно је преузет из Илустроване војне енциклопедије: Срећковић, Боривоје М. (1936). „АБЕЛ, ФРИДРИХ-АУГУСТ-СИР” (PDF). Илустрована војна енциклопедија (PDF). I. Београд.